# Fram Mesa
La Fram Mesa  è una alta mesa antartica, per lo più ricoperta di ghiaccio, lunga 19 km e larga da 2 a 6 km, che forma la porzione nordorientale del Nilsen Plateau, nei Monti della Regina Maud, in Antartide. 
Il tavolato fu avvistato dall'esploratore polare norvegese Roald Amundsen durante la sua spedizione antartica nel 1911; è stato poi osservato e parzialmente mappato dalla prima (1928-30) e dalla seconda (1933-35) spedizione antartica dell'esploratore polare statunitense Byrd.
Una mappatura dettagliata è stata effettuata dall'United States Geological Survey sulla base di ispezioni in loco e di foto aeree scattate dalla U.S. Navy nel periodo 1960-64.
La denominazione fu assegnata dall'Advisory Committee on Antarctic Names (US-ACAN) in onore della Fram, la nave utilizzata da Amundsen per la sua spedizione polare del 1910-12.